# Rohan (Morbihan)
 Rohan  (en bretón Roc'han) es una población y comuna francesa, situada en la región de Bretaña, departamento de Morbihan, en el distrito de Pontivy y cantón de Rohan.

## Demografía
| 1648 | 1731 | 1746 | 1707 | 1604 | 1521 |
| Para los censos de 1962 a 1999 la población legal corresponde a la población sin duplicidades (Fuente: INSEE [Consultar]) |      |      |      |      |      |